# Iglica giustii
Iglica giustii is een slakkensoort uit de familie van de Hydrobiidae. De wetenschappelijke naam van de soort is voor het eerst geldig gepubliceerd in 1995 door Bodon & Giovanelli.